# Neal Burns
Neal Burns (26 de junio de 1892 - 3 de octubre de 1969) fue un actor de cine, guionista y director estadounidense. Apareció en 198 películas entre 1915 y 1946. Nació en Bristol, Pensilvania y murió en Los Ángeles, California. Burns era el hermano menor del actor Eddie Barry.

## Filmografía seleccionada
- Phoney Photos (1918)
- Hickory Hiram (1918)
- Mary's Ankle (1920)
- Divorce Made Easy (1929) (director)
- Sob Sister (1931)
- Kickin' the Crown Around (1933)
- Behold My Wife! (1934)
- The Face of Marble (1946)